# 로버트 가르시아
로버트 가르시아(Robert Garcia, 일본어: ロバート・ガルシア)는 일본 회사 SNK의 비디오 게임 캐릭터로, 료 사카자키와 함께 격투 게임 시리즈 《용호의 권》를 대표하는 주인공이다.
데뷔작 《용호의 권 (1992)》에서 료와 함께 사카자키 가문의 여동생 유리 사카자키를 구출하기 위해 범죄가 도사리는 가상의 도시 사우스타운으로 향했다. 이후 1994년 《용호의 권 2》, 1996년 《용호의 권 외전》에서도 플레이어 캐릭터로 등장한다. SNK의 크로스오버 격투 게임 시리즈 《더 킹 오브 파이터즈》에서는 《용호의 권》을 대표하는 팀의 일원으로 본편 시리즈에 전부 출연했다.

## 구상 및 디자인
로버트 가르시아의 겉모습은 배우 스티븐 시걸과 앤디 가르시아에서 본땄다. SNK 직원 소에다 요이치로는 동시대의 타 격투 게임과는 달리 격투 대회에 참가하는 싸움꾼이 아니고 유리 사카자키를 구출하려는 콤비의 한 명이라는 점에서 독특한 캐릭터라고 회고했다.
첫 작품에서 로버트의 복장은 흰색 정장에 검은 티셔츠 를 입고 그 사이에 갈색 조끼를 입고 목에 메달을 걸친 모습이다. 《용호의 권 2》에서는 소매가 없는 티셔츠를 입고 등장한다. 《더 킹 오브 파이터즈》 시리즈에서는 《더 킹 오브 파이터즈 '94》, 《더 킹 오브 파이터즈 '95》, 《더 킹 오브 파이터즈 XII》 및 《더 킹 오브 파이터즈 XIII》에서 소매가 없는 복장으로 출연했고, 《더 킹 오브 파이터즈 '99》부터 《더 킹 오브 파이터즈 2002》까지는 소매가 있는 복장으로 출연했다.
세번째 《용호의 권》 게임인 《용호의 권 외전》에선 맨몸에 파란 재킷을 걸치고, 흰 장갑과 갈색 신발을 신은 모습으로 등장한다. 《더 킹 오브 파이터즈》 시리즈에선 이 복장으로 《더 킹 오브 파이터즈 '96》에서 《더 킹 오브 파이터즈 '98》까지 출연했다. 《더 킹 오브 파이터즈 2003》에선 《용호의 권 외전》 복장과 유사하나 흰 정장을 입고 출연했다.
《네오지오 배틀 컬리시엄》과 플레이스테이션 2판 《더 킹 오브 파이터즈 XI》에서는 나이가 든 모습으로 등장한다. 이 로버트는 보라색 재킷을 입고 검은 장갑을 꼈다.

## 등장

### 《용호의 권》 시리즈
첫작품 《용호의 권 (1992)》에서는 범죄조직 두목 미스터 빅에게 납치당한 유리 사카자키를 구하기 위해 동료 료와 함께 사우스타운으로 향한다.

### 《더 킹 오브 파이터즈》 시리즈
크로스오버 게임 시리즈 《더 킹 오브 파이터즈》에선 료, 타쿠마, 유리와 함께 《용호의 권》을 대표하는 고정 출연진으로 등장한다.